# Belgische kampioenschappen kortebaanzwemmen 2009
De Belgische kampioenschappen kortebaanzwemmen 2009 vonden plaats op 14 en 15 november 2009 in zwembad Puyenbroeck in Wachtebeke.

## Podia

### Mannen
| Afstand:             | Goud:                                                                              | Tijd       | Zilver:                                                             | Tijd     | Brons:                                                                     | Tijd     |
| Vrije Slag           |                                                                                    |            |                                                                     |          |                                                                            |          |
| Mannen 50 m          | Yoris Grandjean LGN                                                                | 21,83      | Corentin Poels CNSW                                                 | 22,58    | Emmanuel Vanluchene UZKZ                                                   | 22,70    |
| Mannen 100 m         | Yoris Grandjean LGN                                                                | 48,03 BR   | Pholien Systermans LGN                                              | 48,69    | Corentin Poels CNSW                                                        | 48,91    |
| Mannen 200 m         | Glenn Surgeloose MEGA                                                              | 1.45,20    | Pholien Systermans LGN                                              | 1.46,58  | Axel Vandevelde MEGA                                                       | 1.48,00  |
| Mannen 400 m         | Glenn Surgeloose MEGA                                                              | 3.45,19    | Axel Vandevelde MEGA                                                | 3.48,53  | Tom Vangeneugden OZV                                                       | 3.51,05  |
| Mannen 1500 m        | Job Kienhuis OZV                                                                   | 14.58,36   | Tom Vangeneugden OZV                                                | 15.16,57 | Mathieu Mattelaer UZKZ                                                     | 15.57,63 |
| Rugslag              |                                                                                    |            |                                                                     |          |                                                                            |          |
| Mannen 50 m          | Dieter Dekoninck BRABO                                                             | 25,28      | Bruno Claeys BZK                                                    | 25,31    | Pierre-Yves Romanini LGN                                                   | 25,68    |
| Mannen 100 m         | Bruno Claeys BZK                                                                   | 54,12      | Jeroen Lecoutere BEST                                               | 54,29    | Dieter Dekoninck BRABO                                                     | 55,12    |
| Mannen 200 m         | Bruno Claeys BZK                                                                   | 1.57,78    | Louis Croenen SHARK                                                 | 2.00,00  | Ward Bauwens BRABO                                                         | 2.02,29  |
| Schoolslag           |                                                                                    |            |                                                                     |          |                                                                            |          |
| Mannen 50 m          | Dennis Van Damme FIRST                                                             | 29,04      | Pierre-Antoine Meunier LGN                                          | 29,08    | Kristof Holsteens GZVN                                                     | 29,38    |
| Mannen 100 m         | Jonas Coreelman UZKZ                                                               | 1.01,95    | Björn Balliu MEGA                                                   | 1.02,68  | Pierre-Antoine Meunier LGN                                                 | 1.03,78  |
| Mannen 200 m         | Jonas Coreelman UZKZ                                                               | 2.13,77    | Björn Balliu MEGA                                                   | 2.13,97  | Raf Vandevelde STT                                                         | 2.17,31  |
| Vlinderslag          |                                                                                    |            |                                                                     |          |                                                                            |          |
| Mannen 50 m          | François Heersbrandt WN                                                            | 23,76      | Gilles de Wilde MEGA                                                | 24,17    | Dieter Dekoninck BRABO                                                     | 24,45    |
| Mannen 100 m         | Gino Stevenheydens BRABO                                                           | 52,89      | François Heersbrandt WN                                             | 53,50    | Egon Van Der Straeten BRABO                                                | 54,42    |
| Mannen 200 m         | Egon Van Der Straeten BRABO                                                        | 1.58,13    | Mathieu Fonteyn BZK                                                 | 1.58,20  | François Heersbrandt WN                                                    | 1.58,89  |
| Wisselslag           |                                                                                    |            |                                                                     |          |                                                                            |          |
| Mannen 100 m         | Glenn Surgeloose MEGA                                                              | 54,04 BR   | Emmanuel Vanluchene UZKZ                                            | 55,57    | Pierre-Yves Romanini LGN                                                   | 55,96    |
| Mannen 200 m         | Stef Verachten ZGEEL                                                               | 2.01,40 BR | Emmanuel Vanluchene UZKZ                                            | 2.03,53  | Michael Robbe UZKZ                                                         | 2.04,04  |
| Mannen 400 m         | Stef Verachten ZGEEL                                                               | 4.17,50    | Mathieu Mattelaer UZKZ                                              | 4.24,47  | Michael Robbe UZKZ                                                         | 4.26,47  |
| Vrije Slag Estafette |                                                                                    |            |                                                                     |          |                                                                            |          |
| Mannen 4×50 m        | LGN Cédric Delvoie Pierre-Yves Romanini Pholien Systermans Yoris Grandjean         | 1.28,54    | CNSW Corentin Poels Quentin Herman Remy Florean Quentin Caty        | 1.29,91  | BRABO Stijn Depypere Ma Van den Broeck Gino Stevenheydens Dieter Dekoninck | 1.31,02  |
| Wisselslag Estafette |                                                                                    |            |                                                                     |          |                                                                            |          |
| Mannen 4×50 m        | LGN Pierre-Yves Romanini Pierre-Antoine Meunier Pholien Systermans Yoris Grandjean | 1.39,99    | BRABO Dieter Dekoninck Jurgen Cop Gino Stevenheydens Stujn Depypere | 1.42,02  | UZKZ Bavo De Maré Jonas Coreelman Michael Robbe Emmanuel Vanluchene        | 1.42,77  |

### Vrouwen
| Afstand:             | Goud:                                                                  | Tijd       | Zilver:                                                          | Tijd    | Brons:                                                             | Tijd    |
| Vrije Slag           |                                                                        |            |                                                                  |         |                                                                    |         |
| Vrouwen 50 m         | Nina Van Koeckhoven MEGA                                               | 25,43      | Annelies De Maré BRABO                                           | 25,63   | Sarah Wegria STT                                                   | 25,64   |
| Vrouwen 100 m        | Kimberly Buys BRABO                                                    | 54,54      | Nina Van Koeckhoven MEGA                                         | 55,37   | Annelies De Maré BRABO                                             | 55,83   |
| Vrouwen 200 m        | Kimberly Buys BRABO                                                    | 1.57,39 BR | Nina Van Koeckhoven MEGA                                         | 1.59,15 | Wendy van der Zanden OZV                                           | 1.59,22 |
| Vrouwen 400 m        | Katrien Maes WZK                                                       | 4.14,22    | Annelies De Maré BRABO                                           | 4.14,68 | Pauline Vigneron DM                                                | 4.18,81 |
| Vrouwen 800 m        | Katrien Maes WZK                                                       | 8.50,66    | Gala Kenis SHARK                                                 | 8.56,31 | Laurence Lambot LOR                                                | 9.02,69 |
| Rugslag              |                                                                        |            |                                                                  |         |                                                                    |         |
| Vrouwen 50 m         | Fanny Lecluyse DM                                                      | 28,96      | Elodie Vanhamme CNBA                                             | 29,10   | Silke van Hoof ZGEEL                                               | 29,27   |
| Vrouwen 100 m        | Elodie Vanhamme CNBA                                                   | 1.01,26    | Silke van Hoof ZGEEL                                             | 1.01,63 | Jasmijn Verhaegen BRABO                                            | 1.02,19 |
| Vrouwen 200 m        | Kimberly Buys BRABO                                                    | 2.06,58    | Wendy van der Zanden OZV                                         | 2.09,36 | Elodie Vanhamme CNBA                                               | 2.13,33 |
| Schoolslag           |                                                                        |            |                                                                  |         |                                                                    |         |
| Vrouwen 50 m         | Kim Janssens BRABO                                                     | 31,81      | Elise Matthysen BRABO                                            | 32,07   | Eline Van Daele WZK                                                | 33,67   |
| Vrouwen 100 m        | Elise Matthysen BRABO                                                  | 1.09,04    | Kim Janssens BRABO                                               | 1.09,71 | Jolien Vermeylen BEST                                              | 1.10,68 |
| Vrouwen 200 m        | Fanny Lecluyse DM                                                      | 2.26,52    | Elise Matthysen BRABO                                            | 2.29,14 | Jolien Vermeylen BEST                                              | 2.31,42 |
| Vlinderslag          |                                                                        |            |                                                                  |         |                                                                    |         |
| Vrouwen 50 m         | Kimberly Buys BRABO                                                    | 26,58      | Silke van Hoof ZGEEL                                             | 27,89   | Charlotte Parent BLAC                                              | 28,07   |
| Vrouwen 100 m        | Kimberly Buys BRABO                                                    | 58,87      | Charlotte Parent BLAC                                            | 1.00,65 | Pia Caenepeel GZVN                                                 | 1.01,91 |
| Vrouwen 200 m        | Kimberly Buys BRABO                                                    | 2.11,03    | Pia Caenepeel GZVN                                               | 2.16,69 | Charlotte Parent BLAC                                              | 2.19,74 |
| Wisselslag           |                                                                        |            |                                                                  |         |                                                                    |         |
| Vrouwen 100 m        | Kimberly Buys BRABO                                                    | 1.00,89 BR | Fanny Lecluyse DM                                                | 1.02,86 | Elise Matthysen BRABO                                              | 1.05,32 |
| Vrouwen 200 m        | Kimberly Buys BRABO                                                    | 2.12,01    | Fanny Lecluyse DM                                                | 2.12,59 | Jolien Vermeylen BEST                                              | 2.19,50 |
| Vrouwen 400 m        | Fanny Lecluyse DM                                                      | 4.40,89 BR | Jolien Vermeylen BEST                                            | 4.51,62 | Laura Deconinck UZKZ                                               | 4.53,76 |
| Vrije Slag Estafette |                                                                        |            |                                                                  |         |                                                                    |         |
| Vrouwen 4×50 m       | BRABO Jasmyn Verhaegen Kim Janssens Kimberly Buys Annelies De Maré     | 1.42,03    | WZK Nele Laureys Eline Van Daele Katrien Maes Nathalie Verhaert  | 1.49,57 | GZVN Morgan Lambrechts Pia Caenepeel Lieze Hardy Jessie Vanspauwen | 1.50,16 |
| Wisselslag Estafette |                                                                        |            |                                                                  |         |                                                                    |         |
| Vrouwen 4×50 m       | BRABO Jasmijn Verhaegen Elise Matthysen Kimberly Buys Annelies De Maré | 1.52,89    | BEST Brenda Rodiers Jolien Vermeylen Sarah Mommers Jovanna Koens | 1.59,46 | WZK Nathalie Verhaert Eline Van Daele Katrien Maes Nele Laureys    | 1.59,95 |